# Огородная улица (Сестрорецк)
Огоро́дная улица — улица в городе Сестрорецке Курортного района Санкт-Петербурга. Проходит от Полевой улицы у дома 12 до Полевой улицы у парка «Дубки».
Название появилось в начале XX века. Связано с тем, что здесь располагались огороды.
Первоначально Огородная улица проходила от Полевой улицы до Пляжной. 20 июля 2010 года её продлили на запад, включив 50-метровый участок.

## Перекрёстки
- Полевая улица
- Лиственная улица
- Кустарный переулок
- Пляжная улица